# Leptalia
Leptalia is een kevergeslacht uit de familie van de boktorren (Cerambycidae). De wetenschappelijke naam van het geslacht werd voor het eerst geldig gepubliceerd in 1873 door LeConte.

## Soorten
Leptalia is monotypisch en omvat slechts de volgende soort:
- Leptalia macilenta (Mannerheim, 1853)